# Karl Bindel
Karl Bindel (* 9. Februar 1857 in Speyer; † 29. Dezember 1909 in Bamberg) war ein Bergsteiger und aktives Mitglied im Deutschen und Österreichischen Alpenverein. Nach ihm sind der Bindelweg und die Bindelweghütte in den Dolomiten in Italien benannt.

## Leben
Karl Bindel wurde am 9. Februar 1857 in Speyer geboren. Nach einer Tätigkeit als Lehrer in Kronach wurde er 1891 Lehrer am Neuen Gymnasium in Bamberg (heutiges Franz-Ludwig-Gymnasium Bamberg). Von 1895 bis zu seinem Tod im Jahr 1909 war Bindel Vorsitzender der Sektion Bamberg des Deutschen und Österreichischen Alpenvereins (DuÖAV) (mit Unterbrechung im Jahr 1899 und 1900). Am 15. Dezember 1909 wurde er zum Ehrenvorsitzenden der Sektion Bamberg ernannt.
Als Mitglied des DuÖAV war Bindel an der Errichtung mehrerer Hütten und Schutzhäuser in den Dolomiten beteiligt. Dazu zählen die alte Bamberger Hütte und die Pisciaduseehütte in der Sellagruppe sowie das Fedaiahaus am Passo Fedaia. Am 4. August 1903 wurde der Wanderweg vom Pordoijoch zum Fedaiasee zu Ehren Bindels der Name Bindelweg gegeben.
Karl Bindel ist Erstbesteiger des Piz Lastiës (2857 m im Jahr 1897) und des Bec de Mesdì (Bamberger Spitze, 2964 m im Jahr 1894). Daneben war Bindel Verfasser von Aufsätzen in Zeitschriften und selbständiger Schriften.

## Erstbesteigungen
- Bec de Mesdì, 2964 m am 6. August 1894 gemeinsam mit P. Pescosta
- Piz Lastiës, 2857 m am 26. August 1897